# Igor Karačić
Igor Karačić, född 2 november 1988 i Mostar i SFR Jugoslavien (nuvarande Bosnien och Hercegovina), är en bosnisk-kroatisk handbollsspelare (mittnia). 2013 debuterade han i Kroatiens landslag. 2019 utsågs Karačić till Årets handbollsspelare i Kroatien.
Igor Karačićs bror Ivan (född 1985) har spelat närmare 100 landskamper för Bosniens handbollslandslag.

## Klubbar
- HMRK Zrinjski Mostar (–2007)
- RK Metković (2007–2009)
- RK Perutnina Pipo IPC (2009–2010)
- RK Bosna Sarajevo (2010–2012)
- RK Vardar (2012–2019)
- KS Kielce (2019–2025)
- RK Zagreb (2025–)

## Meriter i urval

### Med klubblag
- Champions League-mästare: 2017 och 2019 med RK Vardar
- SEHA-ligamästare: 2014, 2017, 2018 och 2019 med RK Vardar
- Nordmakedonsk mästare: 2013, 2015, 2016, 2017, 2018 och 2019 med RK Vardar
- Nordmakedonsk cupmästare: 2014, 2015, 2016, 2017 och 2018 med RK Vardar
- Polsk mästare: 2020, 2021, 2022 och 2023 med KS Kielce
- Polsk cupmästare: 2021 med KS Kielce

### Med landslag
- EM 2020 i Norge/Sverige/Österrike:  Silver
  - All-star team som bästa mittnia vid EM 2020
- EM 2016 i Polen:  Brons